# James Orr (homme politique canadien)
Pour les articles homonymes, voir James Orr et Orr.
James Orr (23 avril 1826-6 novembre 1905) est un homme politique canadien de la Colombie-Britannique. Il est député provincial indépendant de la circonscription britanno-colombienne de New Westminster District de 1882 à 1890.

## Biographie
Né à Liverpool en Angleterre, Orr arrive en Amérique avec sa famille à l'âge de six ans. Il étudie au États-Unis et dans le Haut-Canada (Ontario). Il travaille ensuite comme commis à la cour et assesseur à New Westminster. Orr explore la colonie de la Colombie-Britannique en train à partir de 1865. Il sert comme payeur adjoint pour la Canadian Pacific et exploite une installation de pêcherie sur les îles de la Reine-Charlotte (Haïda Gwaïi).
Il meurt à Victoria en novembre 1905 à l'âge de 79 ans.